# Régis Debray
Jules Régis Debray (Paris, 2 de setembro de 1940) é um filósofo, jornalista, escritor e professor francês.

## Biografia
Pertencente a uma família burguesa abastada, doutorou-se na Escola Normal Superior de Paris. Foi seguidor do marxista Louis Althusser. Amigo de Fidel Castro e de Ernesto Che Guevara, nos anos 1960 acompanhou Che na guerrilha, especialmente na Bolívia, onde foi preso em 1967 junto com Irineu Guimarães. Nesse mesmo ano, escreveu sua primeira obra, A revolução na revolução.
Em 1968, a repercussão de seu livro, Revolução na Revolução, fomentou na juventude brasileira, o engajamento na luta armada contra a ditadura militar por parte de muitos jovens.
Pertenceu ao Partido Socialista Francês, do qual se distanciou por diferenças ideológicas com o ex-presidente François Mitterrand.
Atualmente, Debray é mais conhecido como o criador da midiologia — o estudo crítico dos signos e de sua difusão na sociedade. Ele leciona no departamento de Filosofia da Universidade de Lyon.
Foi o primeiro presidente do Instituto Europeu de Ciências das Religiões e membro da Comissão Stasi, que deu origem às leis francesas sobre secularização e ostentação de símbolos religiosos nas escolas em 2003.

## Trabalho:midiologia
Debray é o iniciador e principal expoente da disciplina de "midiologia", que tenta estudar cientificamente a transmissão do significado cultural na sociedade, seja por meio da linguagem ou das imagens. A mediologia é caracterizada por sua abordagem multidisciplinar. É melhor exposto no livro em inglês Transmitting Culture (Columbia University Press, 2004). Em Vie et mort de l'image (1995), uma tentativa de história do olhar, ele distinguiu três regimes das imagens (ícone, ídolo e visão). Ele também se esforçou explicitamente para evitar mal-entendidos, diferenciando a midiologia de uma simples sociologia da mídia de massa. Ele também criticou os pressupostos básicos da história da arte que apresentam a arte como um fenômeno atemporal e universal. De acordo com Debray, a arte é um produto do Renascimento com a invenção do artista como produtor de imagens, em contraste com os ícones acheiropoieta anteriores ou outros tipos da chamada "arte", que não cumpriam principalmente uma função artística, mas sim religiosa.

## Visões políticas atuais
Em um editorial de opinião de fevereiro de 2007 no jornal Le Monde, Debray criticou a tendência de toda a classe política francesa ao conservadorismo. Ele também deplorou a influência da "videosfera" na política moderna, que ele alegou ter uma tendência a individualizar tudo, esquecendo tanto o passado quanto o futuro (embora tenha elogiado a perda do "messianismo" dos anos 1960) e rejeitando qualquer projeto nacional comum. Ele criticou a nova geração na política como competente, mas sem caráter e sem ideias: "Então eles [pensam que] recrutaram filosofia com André Glucksmann ou Bernard-Henri Lévy e literatura com Christine Angot ou Jean d'Ormesson". Ele pediu aos eleitores que endossassem a "esquerda da esquerda", em uma tentativa de acabar com uma "antipolítica" moderna que se tornou marketing político.

## Obras
- La Frontière, suivi de Un jeune homme à la page, Seuil, 1967
- Révolution dans la révolution ? : Lutte armée et lutte politique en Amérique latine [ensaio], Maspero, 1967
- Nous les Tupamaros, suivi de Apprendre d'eux, Maspero, 1971 (collectif)
- La Guérilla du Che, Seuil, 1974
- L'Indésirable, Seuil, 1975
- Les Rendez-vous manqués (pour Pierre Goldman), Seuil, 1975
- Journal d'un petit bourgeois entre deux feux et quatre murs, Seuil, 1976
- La neige brûle, Grasset, prix Femina, 1977
- Ledannois (essai sur le peintre Jean-Marie Ledannois), Éditions Pierre Horay, Paris, 1977
- Le Pouvoir intellectuel en France, Ramsay, 1979
- Le Scribe : genèse du politique, Grasset, 1980
- Critique de la raison politique, Gallimard, 1981
- Comète ma comète, Gallimard, 1986
- Que vive la république !, éditions Odile Jacob, 1989
- À demain de Gaulle, Gallimard, 1990
- Cours de médiologie générale, Paris, Gallimard (Bibliothèque des idées), 1991 ; rééd. Gallimard (Folio), 2001.
- Christophe Colomb, le visiteur de l'aube, suivi des Traités de Tordesillas, La Différence, 1991
- Vie et mort de l'image. Une histoire du regard en Occident, Gallimard (Bibliothèque des idées), 1991; rééd. Gallimard (Folio), 1995
- Contretemps : Éloge des idéaux perdus, 1992 ISBN 978-2-070-32713-3
- Les Masques, une éducation amoureuse, Trilogie Le temps d'apprendre à vivre I, Gallimard, 1992
- L'État séducteur : les révolutions médiologiques du pouvoir, Gallimard, 1993
- Contre Venise, Gallimard, 1995
- L'Œil naïf, Seuil, 1994
- Loués soient nos seigneurs, Trilogie Le temps d'apprendre à vivre II, Gallimard, 1996, Prix Novembre
- Transmettre, éditions Odile Jacob, 1997, traduit en anglais en 2000 (Transmitting Culture)
- Par amour de l'art, une éducation intellectuelle, Trilogie Le temps d'apprendre à vivre III, Gallimard, 1998
- La République expliquée à ma fille, 1998
- L'Abus monumental ?, 1999 (textes de colloque sous la présidence de Régis Debray)
- Shanghaï, dernières nouvelles : la mort d'Albert Londres, Arléa, 1999
- L'Emprise, Gallimard, 2000 ISBN 978-2-070-75861-6
- Dieu, un itinéraire, éditions Odile Jacob, 2001 ; Prix Combourg, 2003 extraits en ligne[5] · [6] · [7] · [8]
- L'Enseignement du fait religieux dans l'école laïque, 2002 (avec Jack Lang
- Le Feu sacré : Fonction du religieux, 2003
- À l'ombre des lumières : Débat entre un philosophe et un scientifique, 2003 (Entretien avec Jean Bricmont)
- Ce que nous voile le voile : La République et le sacré, 2004
- Le Plan vermeil, 2004
- Le Siècle et la Règle : une correspondance avec le frère Gilles-Dominique o.p. 2004
- Julien le Fidèle ou Le banquet des démons [théâtre], 2005
- Sur le pont d'Avignon, Flammarion, 2005
- Les Communions humaines, pour en finir avec « la religion », Fayard, 2005
- Supplique aux nouveaux progressistes du Predefinição:Século, Gallimard, 2006
- Aveuglantes Lumières, Journal en clair-obscur, Gallimard, 2006
- L'Obscénité démocratique, Flammarion, 2007
- Un mythe contemporain : le dialogue des civilisations, CNRS Éditions, 2007
- Un candide en Terre sainte, Gallimard, 2008
- Le Moment fraternité (essai), Gallimard, 2009
- Dégagements, Gallimard, 2010
- À un ami israélien : Avec une réponse d'Élie Barnavi, Flammarion, 2010
- Éloge des frontières, Gallimard, 2010
- Du bon usage des catastrophes, Gallimard, 2011
- Jeunesse du sacré, Gallimard, 2012
- Conversations sous influence, Régis Debray / Jean-Paul Dekiss, Revue Jules Verne 35, 2012
- Rêverie de gauche, Flammarion, março  de  2012
- Modernes Catacombes, Gallimard, janeiro  de  2013
- Le Bel-âge, Flammarion, 2013
- Le Stupéfiant image. De la grotte Chauvet au Centre Pompidou, 2013
- Que reste-t-il de l’Occident ?, avec Renaud Girard, Grasset, 2014
- Ça coule de source: l'image, l'eau, la femme, Ina Editions, 2014 (ISBN 978-2-86938-222-0)
- L'Erreur de calcul, Cerf, 2014
- Un candide à sa fenêtre, Dégagements II, Gallimard, 2015
- Qui est Daech ?, ouvrage collectif avec Edgar Morin, Tahar Ben Jelloun, Michel Onfray, Olivier Weber, Jean-Christophe Rufin et Gilles Kepel, Philippe Rey, 2015
- Madame H., Gallimard, 2015
- La laïcité au quotidien: Guide pratique, Ed. Gallimard, col. Folio, 2016, avec Didier Leschi

## Obras traduzidas ao português
- As Máscaras
- A Neve Queima
- Depoimento de um preso político
- A guerrilha do Che
- Revolução na revolução

- Acreditar, ver, fazer (EDUSC, 2003)
- Curso de midiologia geral (Vozes)
- Estado sedutor: as revoluções midiológicas do poder (Vozes)
- Transmitir: o segredo e a força das ideias (Vozes, 2000)
- Manifestos midiológicos
- Vida e morte da imagem

- Deus, um itinerário: material para a história do eterno no ocidente (Companhia das Letras, 2004)
- Trata-se de não entregar os pontos
- O escriba: gênese do político
- A república explicada a minha filha
- O testamento de Sartre